# Cosmoscarta septempunctata
Cosmoscarta septempunctata är en insektsart som först beskrevs av Walker 1851.  Cosmoscarta septempunctata ingår i släktet Cosmoscarta och familjen spottstritar. Inga underarter finns listade i Catalogue of Life.